# Malattie da espansione di triplette
Le malattie da espansione di triplette (TRED) sono una serie di malattie, circa una ventina, accomunate dalla stessa causa: un aumento eccessivo di ripetizioni di triplette nucleotidiche, in genere CGG, in determinate sezioni del DNA, a causa di un errore nella sua sintesi. Tutte queste malattie sono associate a quadri degenerativi.
Le TRED più note sono:
- la Corea di Huntington
- la Sindrome di Martin-Bell  (X-fragile)
- la distrofia miotonica
- l'atrofia muscolare spinobulbare.

## Epidemiologia
In alcune TRED l'espansione è maggiormente probabile e massiccia da parte di uno dei due sessi, in altre dipende soltanto dal numero di triplette nel genoma.

## Fisiopatologia
È probabile che l'espansione di triplette sia dovuta al formarsi, durante la sintesi di DNA, di un'ansa a forcina nel filamento di DNA neosintetizzato. Per l'esattezza, si suppone che questo capiti nel filamento sintetizzato in modo discontinuo (ritardato), così che al momento di sintetizzare il frammento di Okazaki successivo la DNA-polimerasi ripassi su una sezione di DNA in realtà già replicata.
Non sempre la sezione espansa fa parte del gene interessato, ma capita che espansioni in regioni non codificanti influenzino la sintesi dei geni successivi come nel caso dell'X-fragile sul sito A (FRAXA).

## Fenomeno dell'anticipazione
Una caratteristica importante delle malattie da espansione di triplette è il fenomeno dell'anticipazione genetica: nel corso delle generazioni, la malattia tende a manifestarsi più precocemente e con un quadro clinico maggiormente severo (eccezione alle leggi di Mendel). Questo perché la gravità della malattia è collegata al numero di ripetizioni, che è instabile e tende ad aumentare a ogni successiva replicazione del DNA. Maggiore è il numero di triplette ripetute, maggiore è la probabilità di un'ulteriore espansione.
Generalmente esiste un intervallo di ripetizioni entro cui la malattia non si manifesta durante la vita, ma la ripetizione di triplette è già instabile e un figlio potrebbe essere malato. Questa fase è detta "premutazione".

## Diagnosi
Per lo screening di questo tipo di malattie è necessaria una PCR con primers che siano esterni alla tripletta ripetuta e una valutazione della lunghezza dell'amplificato.

## Ipotesi sulle malattie psichiatriche
All'inizio degli anni 2000 c'era il sospetto che l'espansione di ripetizioni di triplette in determinati loci potesse essere collegata alla schizofrenia e al disturbo bipolare, visto che queste malattie sembrano presentare anticipazione genetica. D'altra parte, questo risultato potrebbe derivare da errori di campionatura, e finora non ci sono stati studi conclusivi sull'argomento..